# Алуминит
Алуминит је хидратисани алуминијум сулфат са формулом Al2(SO4)(OH)4 • 7 H2O. Ово је бели до светло сиви минерал.